# Linothele guarato
Espèce
Linothele guarato est une espèce d'araignées mygalomorphes de la famille des Dipluridae.

## Distribution
Cette espèce est endémique du département de Risaralda aux Colombie,. Elle se rencontre vers Pueblo Rico.

## Description
La femelle holotype mesure 24,96 mm.

## Systématique et taxinomie
Cette espèce a été décrite par Rodríguez-Castro, Rodríguez et Delgado-Santa en 2025.

## Étymologie
Son nom d'espèce lui a été donné en référence au lieu de sa découverte, Guarato.

## Publication originale
- Rodríguez-Castro, Rodríguez & Delgado-Santa, 2025 : « Eight new species of funnel-web spiders from Colombia (Araneae: Dipluridae). » Zoosystematica Rossica, vol. 34, no 1, p. 59-104.